# Cryptanthus caulescens
Espèce
Cryptanthus caulescens est une espèce de plantes de la famille des Bromeliaceae, endémique du Brésil et décrite en 1998 par la botaniste vénézuélienne Ivón Ramírez.

## Distribution
L'espèce est endémique du Sud-Est du Brésil et est présente dans les États d'Espírito Santo et de Bahia.

## Description
Selon la classification de Raunkier, l'espèce est hélophyte.